# Batumarta I
Batumarta I is een bestuurslaag in het regentschap Ogan Komering Ulu van de provincie Zuid-Sumatra, Indonesië. Batumarta I telt 4087 inwoners (volkstelling 2010).